# Beisuzhok Vtorói
Beisuzhok Vtorói (del ruso: Бейсужёк Второй) es un jútor del raión de Výselki del krai de Krasnodar, en Rusia. Está situada en las llanuras de Kubán-Priazov, a orillas  río Beisuzhok Izquierdo (tributario del Beisug), 12 km al sureste de Výselki y 73 km al nordeste de Krasnodar, la capital del krai. Tenía 1 993 habitantes en 2010.
Es cabeza del municipio Beisuzhokskoye.

## Historia
Las tierras en las que se asienta el jútor, compradas por el coronel Iván Petina en 1875, comenzaron a poblarse alrededor de 1910. Tras la revolución de octubre, el 28 de diciembre de 1917 se formó un soviet revolucionario. Durante la guerra civil rusa fue ocupada por las tropas blancas, que la represaliaron por su fidelidad al gobierno bolchevique. El Ejército Rojo la liberó en marzo de 1920. En 1929 se finalizó la reforma agraria y a principios de la década de 1930 se inició el proceso de colectivización de las tierras, organizándose en un koljós. En 1973 se construyó un memorial a los más de trescientos caídos durante la Gran Guerra Patria.